# International Amateur Radio Union
IARU (International Amateur Radio Union), grundat 1925 i Paris, är ett förbund med nationella amatörradioföreningar som medlemmar. IARU är indelat i tre regioner för att harmonisera med hur FN-organet ITU (International Teleunionen) är organiserat.
Svensk medlem i IARU är SSA (Föreningen Sveriges Sändareamatörer). Sverige tillhör IARU Region 1.
ITU genomför WRC (World Radiocommunication Conference), där IARU är representerat, vart tredje eller fjärde år och inför dessa konferenser genomför IARU i respektive region förmöten för att komma fram till en gemensam hållning. Förra amatörradiokonferensen i IARU Region 1 hölls 2017 i Landshut i Tyskland.
IARU har, förutom kontakten med ITU, flera uppdrag. Bland dessa kan nämnas
- Genomföra Världsamatörradiodagen (World Amateur Radio Day)
- Driva ett världsomspännande nät av radiofyrar för forskning om vågutbredning
- Öka förmågan till nödkommunikation med hjälp av amatörradio när övrig infrastruktur är utslagen, exempelvis i samband med naturkatastrofer